# Siegfried Selberherr
Siegfried Selberherr, avstrijski elektrotehnik, * 3. avgust 1955, Klosterneuburg, Avstrija.
Raziskuje na področju mikroelektronike. Trenutno je profesor na Inštitutu za mikroelektroniko Tehniške univerze na Dunaju (TU Wien). Njegov primarni raziskovalni interes je modeliranje in simulacije fizikalnih pojavov na področju mikroelektronike.

## Biografija
Od leta 1988 je Siegfried Selberherr redni profesor za tehnologijo programske opreme mikroelektronskih sistemov na TU Wien. Študiral je elektrotehniko na TU Wien, kjer je leta 1978 prejel diplomo in leta 1981 doktorat tehničnih znanosti ter leta 1984 habilitacijo. Po tem je nekaj časa bil gostujoči raziskovalec Bell-Labs. 
Med letoma 1996 in 2020 je bil Selberherr ugledni predavatelj društva IEEE Electron Devices Society. V letih 1998-2005 je bil dekan Fakultete za elektrotehniko in informacijske tehnologije.
Poleg tega je bil med letoma 2001 in 2018 član in namestnik predsednika nadzornega sveta ams AG in od takrat deluje kot znanstveni svetovalec upravnega odbora.
Od leta 2004 je Siegfried Selberherr član svetovalnega odbora meduniverzitetnega Oddelka za agrobiotehnologijo (IFA-Tulln).

## Dosežki
V svoji znanstveni karieri je prof. Selberherr s svojo raziskovalno skupino objavil več kot 400 znanstvenih člankov in več kot 1200 konferenčnih prispevkov, od katerih je več kot 250 bilo z vabljenim predavanjem. Poleg tega je objavil 3 knjigi, urejal več kot 40 izvodov in bil mentor več kot 100 disertacijam.
V svojem raziskovalnem delu je prof. Selberherr razvil simulator za "Metal-Oxide-Semiconductor" naprave (MINIMOS), v katerem je implementiran model mobilnosti nosilcev naboja, ki je poimenovan po njem. Poleg tega je nadziral številne raziskovalne projekte z znanimi podjetji in agencijami za financiranje, kot so Avstrijski znanstveni sklad (FWF), Christian Doppler raziskovalno združenje (CDG) in Evropski raziskovalni svet (ERC).

## Nagrade
(izbor)
- 2021: 'Fellow' azijsko-pacifiškega združenja za umetno inteligenco, AAIA
- 2021: 'Life Fellow' Inštituta za elektrotehniko in elektroniko (IEEE)
- 2018: Nagrada 'Cledo Brunetti' Inštituta za elektrotehniko in elektroniko (IEEE)
- 2015: Medalja 'Franz Dinghofer' Inštituta Dinghofer
- 2014: Marin Drinova dekoracija časti na predlog Bolgarske akademije znanosti
- 2013: Član Academia Europaea
- 2011: Srebrni poveljniški križ reda za zasluge zvezni deželi Spodnji Avstriji
- 2009: 'Advanced Grant' ERC[1]
- 2006: Honorarni doktorat Univerze v Nišu
- 2005: Velika dekoracija časti za zasluge Republiki Avstriji
- 2004: Član Evropske akademije znanosti in umetnosti
- 2001: Nagrada 'Erwin Schrödinger' Avstrijske akademije znanosti, ÖAW
- 1994: Medalja 'Wilhelm Exner' Avstrijske zveze za mala in srednje velika podjetja, ÖGV.
- 1993: 'Fellow' Inštituta za elektrotehniko in elektroniko, IEEE
- 1986: Nagrada 'Heinz Zemanek' Avstrijske računalniške zveze, ÖCG
- 1983: Nagrada 'Dr. Ernst Fehrer' Tehnične univerze na Dunaju

## Pomembne publikacije

### Znanstveni članki
- L. Filipovic, S. Selberherr. Thermo-Electro-Mechanical Simulation of Semiconductor Metal Oxide Gas Sensors., Materials, Vol.12, No.15, pp. 2410-1–2410-37, 2019, DOI: 10.3390/ma12152410.
- V. Sverdlov, S. Selberherr. Silicon Spintronics: Progress and Challenges., Physics Reports, Vol.585, pp. 1–40, 2015, DOI: 10.1016/j.physrep.2015.05.002.
- H. Ceric, S. Selberherr. Electromigration in Submicron Interconnect Features of Integrated Circuits., Materials Science and Engineering R, Vol.71, pp. 53–86, 2011, DOI: 10.1016/j.mser.2010.09.001.
- V. Sverdlov, E. Ungersboeck, H. Kosina, S. Selberherr. Current Transport Models for Nanoscale Semiconductor Devices., Materials Science and Engineering R,  Vol.58, No.6-7, pp. 228–270, 2008, DOI: 10.1016/j.mser.2007.11.001.
- T. Grasser, T.-W. Tang, H. Kosina, S. Selberherr. A Review of Hydrodynamic and Energy-Transport Models for Semiconductor Device Simulation., Proceedings of the IEEE, Vol.91, No.2, pp. 251–274, 2003, DOI: 10.1109/JPROC.2002.808150.
- S. Selberherr, A. Schütz, H. Pötzl. MINIMOS – A Two-Dimensional MOS Transistor Analyzer., IEEE Trans.Electron Devices, Vol.ED-27, No.8, pp. 1540–1550, 1980, DOI: 10.1109/T-ED.1980.20068.

### Knjige
- M. Nedjalkov, I. Dimov, S. Selberherr. Stochastic Approaches to Electron Transport in Micro- and Nanostructures, Birkhäuser, Basel, ISBN 978-3-030-67916-3, 214 pages, 2021, DOI: 10.1007/978-3-030-67917-0.
- R. Klima, S. Selberherr. Programmieren in C, 3. Auflage, Springer-Verlag, Wien-New York, ISBN 978-3-7091-0392-0, 366 pages, 2010, DOI: 10.1007/978-3-7091-0393-7.
- J.W. Swart, S. Selberherr, A.A. Susin, J.A. Diniz, N. Morimoto. (Eds.) Microelectronics Technology and Devices, The Electrochemical Society, ISBN 978-1-56677-646-2, 661 pages, 2008.
- T. Grasser, S. Selberherr. (Eds.) Simulation of Semiconductor Processes and Devices, Springer-Verlag, Wien-New York, ISBN 978-3-211-72860-4, 460 pages, 2007, DOI: 10.1007/978-3-211-72861-1.
- F. Fasching, S. Halama, S. Selberherr. (Eds.) Technology CAD Systems, Springer-Verlag, Wien-New York, ISBN 978-3-7091-9317-4, 309 pages, 1993, DOI: 10.1007/978-3-7091-9315-0.
- S. Selberherr. Analysis and Simulation of Semiconductor Devices, Springer-Verlag, Wien-New York, ISBN 978-3-7091-8754-8, 294 pages, 1984, DOI: 10.1007/978-3-7091-8752-4.